# 152
152 (CLII na numeração romana) foi um ano bissexto do século II do Calendário Juliano, da Era de Cristo, as suas letras dominicais foram C e B (52 semanas), teve início a uma sexta-feira e fim num sábado.
| Ano completo                          |
| ------------------------------------- |
| Ano bissexto com início à sexta-feira |